# شکلات‌پوشانی

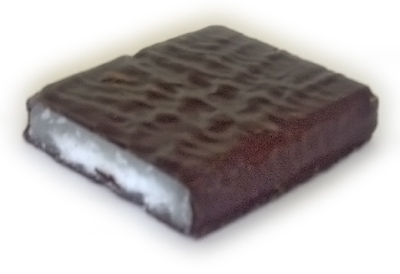
قطعه‌ای از کیک نعنایی کندال که شکلات‌پوش شده‌است.

پوشش دادن فراورده‌های غذایی با شکلات را شکلات‌پوشانی (به انگلیسی: enrobing) می‌گویند. به همین منوال نوعی فراوردهٔ غذایی که با شکلات پوشش‌دار شده است را «شکلات‌پوش» می‌گویند.
در کارخانه‌های غذایی، دستگاهی به نام شکلات‌پوش لایه‌ای از شکلات را گرداگرد کیک‌ها یا بیسکوییت‌ها و دیگر فراورده‌ها می‌پوشاند. دانه‌های خوراکی، بستنی، و دانه‌های قهوه از دیگر فراورده‌های قابل شکلات‌پوشی هستند.